# Taenia taeniaeformis
Espèce
Synonymes
- Hydatigera taeniaeformis (Batsch, 1786) (préféré par NCBI)[2]

Taenia taeniaeformis  est une espèce de cestodes parasites, dont les félins sont les principaux hôtes. Les chiens peuvent également être porteur de ce ver parasite. Les hôtes intermédiaires de Taenia taeniaeformis sont les rongeurs, et dans une moindre mesure les lagomorphes. Les félins sont infectés par le tænia lorsqu'ils mangent ces petits mammifères, et notamment leur foie.
Ce ver est de couleur blanche, au corps fin, mesurant entre quinze et soixante centimètres de long.
Taenia taeniaeformis a été détecté chez le chat domestique et le Guigna.